# Coccinellinae
Coccinellinae es una subfamilia de coleópteros polífagos con 28 géneros y 90 especies.

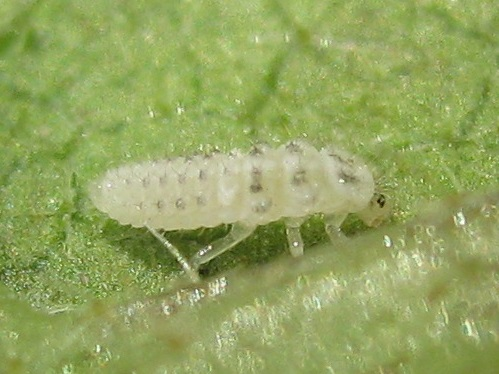
Psyllobora vigintimaculata, larva

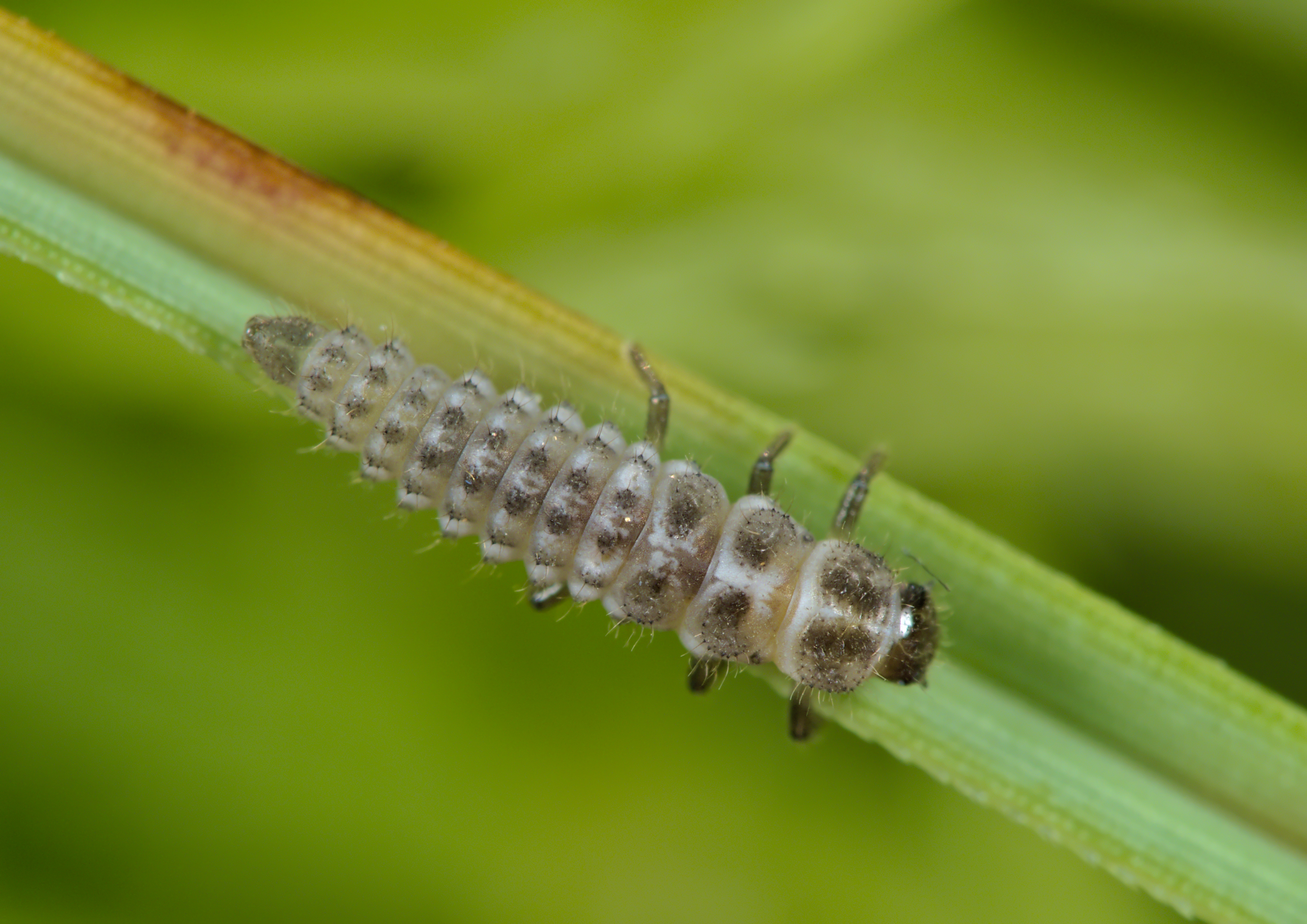
Anisosticta novemdecimpunctata, larva

## Tribus
- Según Sasaji (1971): Coccinellini - Discotomini - Halyziini.
- Según Kovár (1996): Coccinellini - Tytthaspidini - Discotomini - Halyziini - Singhikalini.
- Según Ślipiński (2007): Coccidulini - Chilocorini - Coccinellini - Diomini - Epilachnini - Noviini - Scymnillini - Sticholotidini - Telsimiini.
- Según BioLib (2016): Azyini - Chilocorini - Coccidulini - Coccinellini - Cranophorini - Cynegetini - Epilachnini - Epivertini - Eremochilini - Monocorynini - Poriini - Telsimiini - Tetrabrachini.[2]

## Géneros
- Adalia Mulsant, 1846 i c g b
- Anatis Mulsant, 1846 i c g b
- Anisosticta Chevrolat in Dejean, 1837 i c g b
- Aphidecta Weise, 1893 i c g b
- Calvia Mulsant, 1850 i c g b
- Ceratomegilla Crotch, 1873 i c g b
- Cheilomenes Chevrolat in Dejean, 1837 i c g
- Coccinella Linnaeus, 1758 i c g b
- Coelophora Mulsant, 1850 i c g b
- Coleomegilla Timberlake, 1920 i c g b
- Cycloneda Crotch, 1871 i c g b
- Harmonia Mulsant, 1850 i c g b
- Hippodamia Chevrolat in Dejean, 1837 i c g b
- Macronaemia Casey, 1899 i c g b
- Megalocaria Crotch, 1871 i c g
- Micraspis Chevrolat in Dejean, 1837 i c g
- Mulsantina Weise, 1906 i c g b
- Myzia Mulsant, 1846 i c g b
- Naemia Mulsant, 1850 i c g b
- Neda Mulsant, 1850 g b
- Neoharmonia Crotch, 1871 i c g b
- Olla Casey, 1899 i c g b
- Paranaemia Casey, 1899 i c g b
- Propylea Mulsant, 1846 g b
- Psyllobora Chevrolat in Dejean, 1837 i c g b
- Synonycha Chevrolat in Dejean, 1837 i c g
- Verania Mulsant, 1850 i c g

Fuentes: i = ITIS, c = Catalogue of Life, g = GBIF, b = Bugguide.net